# Exochus hiraniwensis
Exochus hiraniwensis là một loài tò vò trong họ Ichneumonidae.